# Xixona
Xixona (spanisch Jijona) ist eine Stadt in der zur Valencianischen Gemeinschaft gehörenden Provinz Alicante in Spanien. Sie liegt ca. 20 km nördlich von Alicante.

## Geschichte
Das erste Mal schriftlich erwähnt wird Xixona im Vertrag von Almizra vom 26. März 1244 zwischen Alfons X. von Kastilien, genannt der Weise, und Jaime I. von Aragon, genannt der Eroberer. Es gibt aber Hinweise auf erste menschliche Besiedlung schon in der Bronzezeit (2000–1300 v. Chr.).
| Einwohner | 6.028 | 6.212 | 6.901 | 7.323 | 6.862 | 6.059 | 6.942 | 5.729 | 6.383 | 8.117 | 8.816 | 7.867 | 7.337 | 7.596 | 7.575 |

## Spezialität
Bekannt sind der Turrón de Xixona und Turrón de Alicante, Süßigkeiten, die geschützte geografische Bezeichnungen darstellen und ausschließlich in der Stadt Xixona hergestellt werden dürfen. Rund 60 Prozent der gesamten Turrón-Produktion Spaniens kommen aus Xixona.